# Улица Бочкарёва (Салават)
Улица Бочкарёва (башк. Бочкарев урамы) — улица проходит в новой части города.

## История
Застройка улицы началась в конце 80-х  годов.   Улица названа в честь жителя Салавата Бочкарева Александра Петровича , погибшего в Афганистане.
Улица застроена  5-12 этажными домами.

## Трасса
Улица Бочкарева начинается от бульвара Салавата Юлаева и заканчивается на улице Ленинградской
.

## Транспорт
По улице Бочкарева общественный транспорт не ходит.

## Учреждения
Улица Бочкарева, д. 9 Автошкола и салон красоты Белая Львица.
Улица Бочкарева, д.11 Стоматологическая клиника